# Нове (Лиманська селищна громада)
Нове́ (в минулому — хутір Новий, до 01.02.1945 — Новий Кандель, Карла Либкнехта) — село в Україні, у Лиманській селищній громаді Роздільнянського району Одеської області. Населення становить 40 осіб.
Станом на 1 вересня 1946 року хутір Новий входив до складу Рибальської сільської Ради.

## Населення
Згідно з переписом УРСР 1989 року чисельність наявного населення села становила 102 особи, з яких 49 чоловіків та 53 жінки.
За переписом населення України 2001 року в селі мешкали 84 особи.

### Мова
Розподіл населення за рідною мовою за даними перепису 2001 року:
| Мова       | Відсоток |
| ---------- | -------- |
| українська | 58,33 %  |
| молдовська | 28,57 %  |
| російська  | 13,10 %  |